# Lucas Rougeaux
Lucas Rougeaux (* 10. März 1994 in Grasse) ist ein ehemaliger französischer Fußballspieler.

## Verein
Rougeaux, der in der Umgebung von Nizza aufwuchs, spielte in seiner Jugend zuerst bei einem Klub aus Valbonne und dann in seinem Geburtsort Grasse. Von dort aus wechselte er 2008 ins Ausbildungszentrum des Profiklubs OGC Nizza. Dort gelang ihm 2011 mit 17 Jahren erstmals der Sprung in die Reservemannschaft, für die er in der fünften Liga antrat. In der Saison 2012/13 lief er für diese regelmäßig auf und avancierte zum Mannschaftskapitän. Im Februar 2013 wurde er darüber hinaus zum ersten Mal in den Kader der Erstligamannschaft berufen, auch wenn er nicht zum Einsatz kam. Sein Erstliga- und damit sein Profidebüt gelang ihm, als er am 12. Mai 2013 mit 19 Jahren beim 0:4 gegen den FC Évian Thonon Gaillard in der 82. Minute eingewechselt wurde. In der darauffolgenden Spielzeit 2013/14 wurde er hingegen überhaupt nicht für die erste Mannschaft berücksichtigt. Im Sommer 2014 wurde er an den Drittligisten Étoile Fréjus-Saint-Raphaël verliehen und erhielt dort regelmäßig Spielpraxis. Seine Rückkehr nach Nizza im Vorfeld der Saison 2015/16 war allerdings von kurzer Dauer, da er an die US Boulogne und somit an einen weiteren drittklassigen Klub ausgeliehen wurde. 2016 wechselte er von Nizza zum belgischen Erstligisten KV Kortrijk, spielte dort sechs Jahre lang und bestritt 89 Pflichtspiele (4 Tore) für den Verein. Ab dem Sommer 2022 war Rougeaux erst vereinslos, ehe er im folgenden November seine Karriere ganz beendete.

## Nationalmannschaft
Seine erste Partie für die französische U-18 bestritt Rougeaux, als er am 22. Mai 2012 beim 3:0 gegen die Schweiz auf dem Platz stand. Zwei Tage später stand er erneut für die Auswahl auf dem Platz, rückte nach der Sommerpause 2012 aber in die U-19 auf. Nach seinem Debüt im September nahm Rougeaux regelmäßig an Länderspielen der U-19 teil und schaffte 2013 den Sprung in die U-20. Für diese bestritt er drei Partien, wurde anschließend aber nicht weiter für Auswahlmannschaften berücksichtigt.